# Lydia (film)
Pour les articles homonymes, voir Lydia.
Pour plus de détails, voir Fiche technique et Distribution.
Lydia est un film américain réalisé par Julien Duvivier et sorti en 1941.

## Synopsis
En haut d'un gratte-ciel, Lydia MacMillan, une dame âgée fortunée, mais solitaire, a donné rendez-vous à trois de ses anciens prétendants. Lydia se souvient de ses premières rencontres avec chacun d'eux, mais, dans la réalité, elle n'en a jamais aimé qu'un quatrième.

## Fiche technique
- Titre original : Lydia
- Réalisation : Julien Duvivier
- Scénario : Ben Hecht, Samuel Hoffenstein, d'après l'histoire Un carnet de bal de Julien Duvivier et Leslie Bush-Fekete
- Dialogues : Samuel Hoffenstein
- Musique : Miklós Rózsa
- Photographie : Lee Garmes
- Direction artistique : Jack Okey
- Montage : William Hornbeck
- Décors : Vincent Korda, Julia Heron
- Costumes : René Hubert, Walter Plunkett, Marcel Vertès
- Pays de production :  États-Unis
- Langue de tournage : anglais
- Producteurs : Alexander Korda, Lee Garmes
- Société de production : Alexander Korda Films (États-Unis)
- Sociétés de distribution : United Artists, Les Acacias (France), Tamasa Distribution (France)
- Format : noir et blanc — 35 mm — 1.37:1 — monophonique
- Genre : drame
- Durée : 104 minutes
- Dates de sortie :
  - États-Unis : 25 septembre 1941
  - France : 24 juillet 1946
- (fr) Mention CNC : tous publics (visa d'exploitation no 1003 délivré le 17 mai 1946)
- Affiche : Marcel Jeanne (France)

## Distribution
- Merle Oberon : Lydia MacMillan
- Edna May Oliver : Sarah MacMillan
- Alan Marshal : Richard Mason
- Joseph Cotten : Michael Fitzpatrick
- Hans Jaray : Frank Andre
- George Reeves : Bob Willard
- John Halliday : Fitzpatrick

Acteurs non crédités
- Paul Everton : Invité de Sarah
- Gertrude Hoffmann : Mme Fairfield
- Betta St. John : l'orpheline aveugle

## Distinction

### Nomination
- Oscars du cinéma 1942 : Miklós Rózsa nommé pour l'Oscar de la meilleure musique de film.

## Autour du film
- Julien Duvivier réalise le remake américain de son film Un carnet de bal de 1937. Merle Oberon reprend le rôle tenu par Marie Bell dans la version française.